# Władysław Raginis
Władysław Raginis (27 tháng 6 năm 1908 - 10 tháng 9 năm 1939) là một chỉ huy quân sự người Ba Lan trong Cuộc chiến Bảo vệ Ba Lan năm 1939. Ông là người chỉ huy một lực lượng nhỏ nắm giữ các vị trí phòng thủ kiên cố của Ba Lan chống lại đoàn quân xâm lược có quy mô lớn hơn rất nhiều trong Trận Wizna. Đội quân nhỏ của ông đã giữ vị trí phòng thủ trong suốt ba ngày và hạ gục được rất nhiều lính Đức trước khi gần như bị quét sạch. Do vậy, trận chiến tại Wizna còn hay được gọi là trận Thermopylae của Ba Lan và Đại úy Raginis được coi như một Leonidas của thời hiện đại.

## Tiểu sử
Raginis sinh ra tại làng Zariņi (Zariny) gần Dźwińsk (Daugavpils), tỉnh Courland, Đế quốc Nga (Latvia ngày nay) trong một gia đình địa chủ có truyền thống yêu nước. Ngay sau khi tốt nghiệp trường trung học vào năm 1927, ông gia nhập Trường Bộ binh Hạ sĩ quan ở Komorowo, gần Ostrów Mazowiecka và hoàn thành chương trình học vào năm 1928. Sau đó, ông tiếp tục tham gia khóa một thực tập ngắn hạn trong quân đội và đăng ký học tại Trường Sĩ quan Bộ binh ở Ostrów Mazowiecka. Một trong những người bạn cùng trường của ông nhớ lại: 
“Anh ấy có chất giọng của khu biên giới, ít nói và nhút nhát. Anh ấy có tóc vàng mỏng, nhỏ. . . ."
Sau khi tốt nghiệp vào ngày 15 tháng 7 năm 1930, ông được bổ nhiệm vào Trung đoàn Bộ binh 76 đóng tại Grodno. Tại đây ông được bổ nhiệm làm chỉ huy trung đội và là người hướng dẫn-giảng viên tại Trường Thiếu sinh quân.   Năm 1939, nhờ sự xuất sắc của mình, ông được thăng cấp lên trung úy và sau đó lên đại úy. Ông sau đó được điều động đến Quân đoàn Phòng thủ Biên giới (KOP) tinh nhuệ với chức vụ chỉ huy đại đội 3, tiểu đoàn súng máy hạng nặng, thuộc Trung đoàn Phòng thủ Biên phòng "Sarny" dưới quyền của Trung tá Nikodem Sulik.
Vào cuối mùa hè năm 1939, Trung đoàn "Sarny" điều động phần lớn lực lượng của mình tới Thượng Silesia để quản lý Khu vực trọng yếu Silesia. Một vài đơn vị khác, trong đó có đơn vị của Raginis, được điều tới Pháo đài Osowiec, gần biên giới với Tây Phổ.

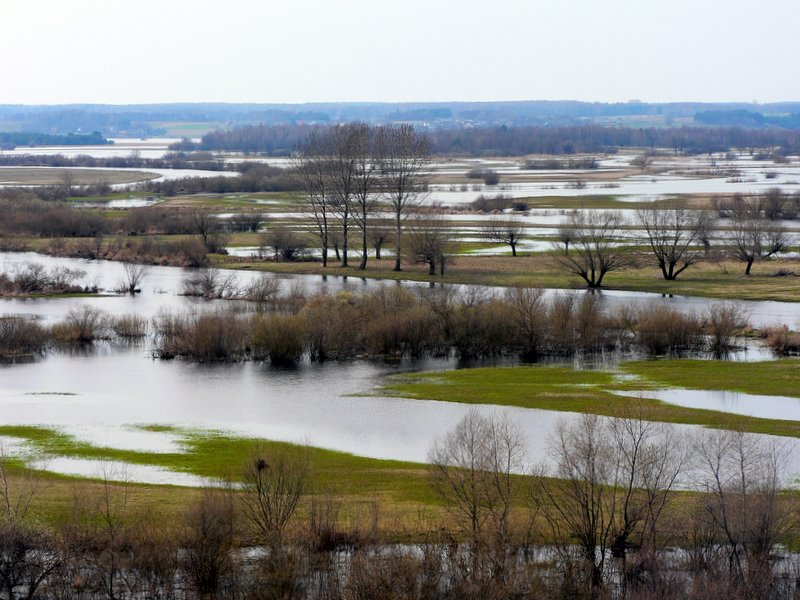
Chiến trường Wizna nhìn ra sông Narew gần Góra Strękowa

Để đề phòng cho việc chiến tranh thế giới sẽ lại nổ ra, vào ngày 2 tháng 9 năm 1939, Major Jakub Fober đã giao quyền chỉ huy cho Raginis tại khu vực Công sự Wizna. Đây là một vùng đệm dài nằm giữa sông Narew và sông Biebrza, là một phần trong tuyến phòng thủ của Đơn vị Tác chiến Độc lập "Narew" trấn giữ cánh phải của lực lượng Ba Lan. "Wizna" có vai trò đảm bảo một tuyến huyết mạch liên lạc chính giữa khu vực đường Łomża – Białystok với đường sắt Zambrów – Osowiec.
Một điều đáng lưu ý là do cuộc chiến nổ ra bất ngờ, một số hầm trú ẩn tại đây đã chưa thể hoàn thành, một số không có hoặc có rất ít lỗ thông thời, và một số còn không được ngụy trang hoặc không được trang bị mái vòm quan sát bọc thép. Tình trạng chưa hoàn thiện của hầm trú ẩn rõ ràng đã làm giảm đi đáng kể khả năng chiến đấu của các ụ súng.

## Trận chiến tại Wizna
Vào ngày 7 tháng 9, lực lượng của Raginis (có xấp xỉ 720 người, trong đó khoảng 650 người tử trận) bị tấn công bởi hơn 42.000 quân Đức. Để giữ vũng nhuệ khí cho người của mình, Raginis đã hứa với họ rằng ông sẽ ở đây với họ, nhất quyết không rời vị trí khi còn đang sống.

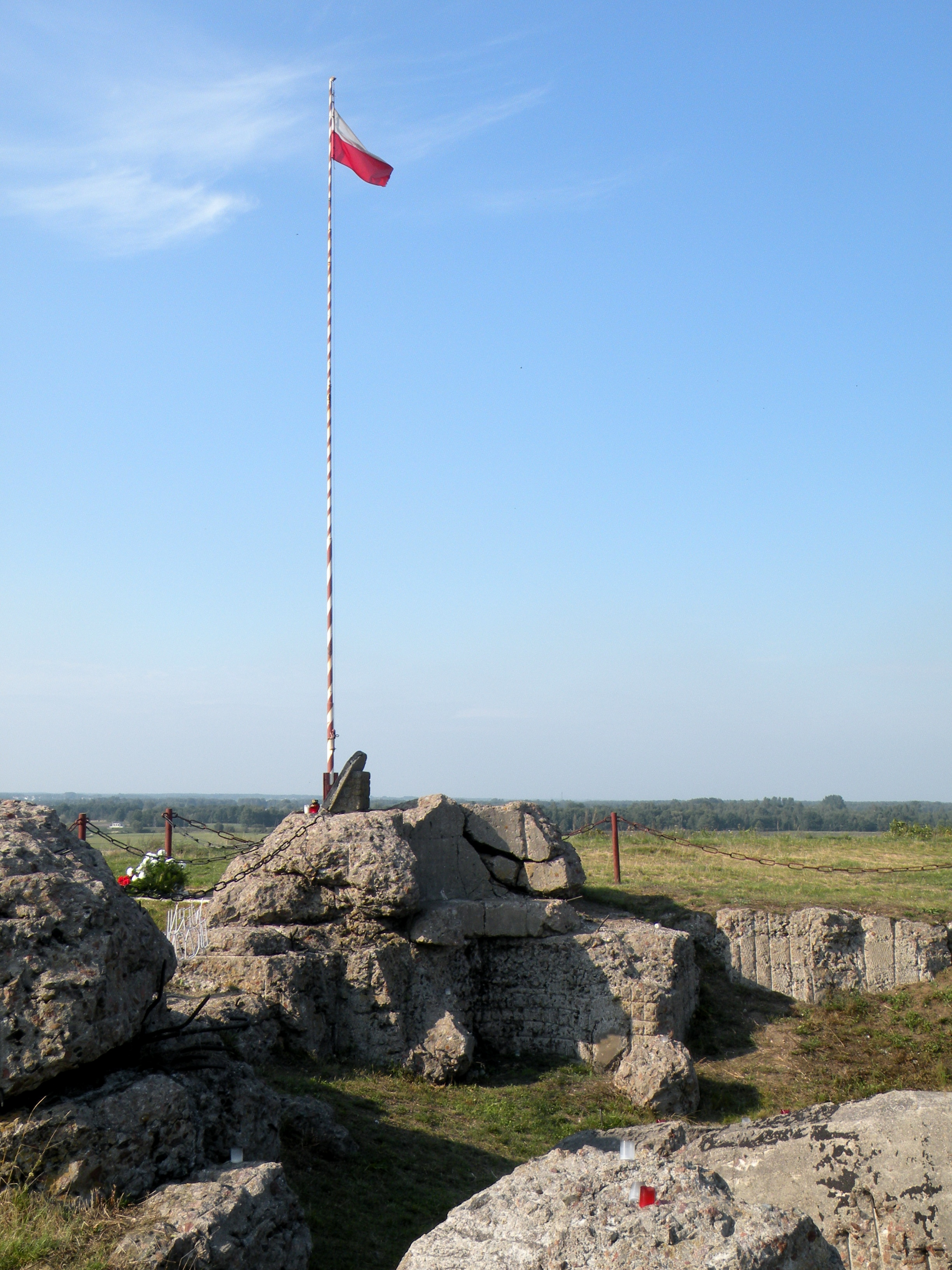
Đài tưởng niệm Władysław Raginis gần Góra Strękowa

Trân chiến bảo vệ Wizna trước lực lượng tấn công áp đảo kết thúc sau ba ngày. Vào ngày 10 tháng 9 năm 1939, boong-ke do Raginis chỉ huy là ổ kháng cự cuối cùng còn sót lại. Dù bị thương nặng, Raginis vẫn tiếp tục chỉ huy quân của mình. Đến buổi trưa của ngày thứ ba, chỉ huy quân Đức, Heinz Guderian, đã đe dọa rằng tất cả tù binh người Ba Lan đều sẽ bị bắn nếu như boong-ke vẫn tiếp tục chống trả. Ở bên trong hầm, Raginis quay sang nhìn những người chiến hữu, cảm ơn họ vì sự dũng cảm và vì đã thực hiện nghĩa vụ của mình. Ông sau đó ra lệnh cho họ đầu hàng và rời hầm trú ẩn. Còn ông vẫn giữ lời hứa, tiếp tục ở lại trong hầm và không đầu hàng. Seweryn Biegański, người cuối cùng rời boong-ke, đã tả lại khoảnh khắc ấy:
"Chỉ huy nhìn tôi ân cần và nhẹ nhàng giục tôi rời đi. Khi ở cửa ra, tôi bị thổi bay từ phía sau và tôi nghe thấy một tiếng nổ."
Cuộc chống trả của Raginis chính thức kết thúc sau khi ông tự sát bằng một quả lựu đạn.
Trong nhật ký của mình, Guderian đã ghi lại rằng có 900 lính Đức đã thiệt mạng trong trận chiến, mặc dù con số ước tính này có thể còn thấp. Tuy nhiên, chắc chắn Wehrmacht đã thiệt hại ít nhất 10 xe tăng và nhiều xe bọc thép trong trận chiến.

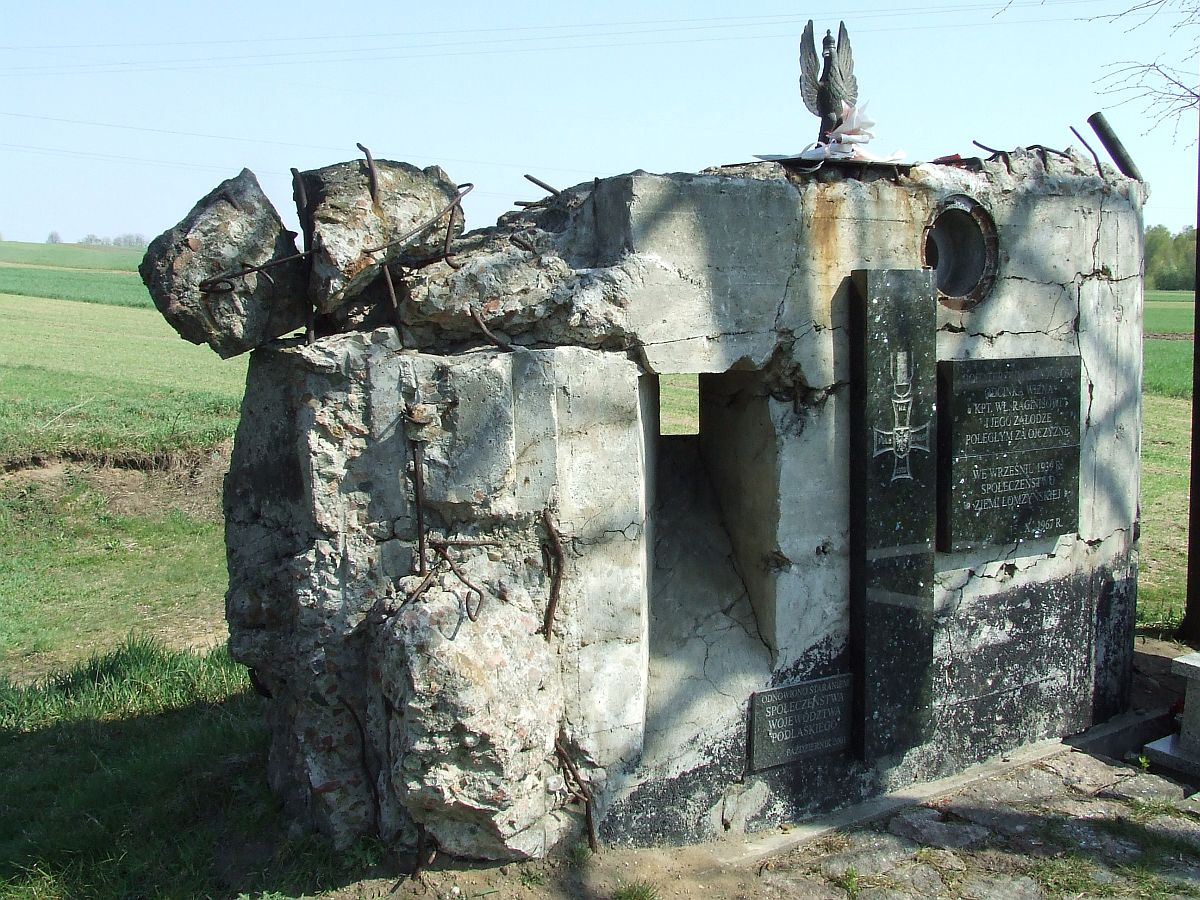
Tàn tích một trong những boong-ke còn sót lại, giờ đã trở thành một địa điểm tưởng niệm

Trận chiến Wizna, dù không cân sức về mặt lực lượng, điều mà bên phòng thủ đã biết trước, có ý nghĩa hết sức quan trọng. Nó đã giúp kìm hãm lực lượng Đức trong hai ngày, cho phép tàn quân của Ba Lan ở phía Tây có thể bảo vệ thủ đô Warsaw. Nó cũng đã giúp các đơn vị Ba Lan và các nhà lãnh đạo chính phủ có thêm thời gian để tiến hành một cuộc rút lui có trật tự về phía đầu cầu Romania (tiếng Ba Lan: Przedmoście rumuńskie).
Sau trận chiến, quân Đức đã đồng ý cho phép Kazimierz Puchowicz, một người bạn của Raginis, được chôn cất Raginis và Trung úy Stanisław Brykalski cạnh bên boong-ke, sau đó trồng tại đây một cành cây để tưởng niệm. Khi Hồng quân tiến vào Wizna, chính quyền Xô Viết đã ra lệnh đào thi hài của họ lên để di chuyển tới bên đường Łomża - Białystok, nơi sau này là một đài tưởng niệm. Một ngôi mộ cũng được dựng kế bên tàn tích boong-ke nơi Raginis hy sinh.
Tại đài tưởng niệm dành cho Raginis có khắc dòng chữ:
Przechodniu, powiedz Ojczyźnie, żeśmy walczyli do końca, spełniając swój obowiązek
 dịch sang tiếng Việt là: 
Hỡi người đi qua, hãy nói với Tổ quốc rằng chúng tôi đã chiến đấu đến cùng và đã làm tròn bổn phận
Gia đình của Raginis được thông báo về cái chết của ông vào năm 1943, khi em gái ông, Maria Morawska, nhận một bức thư từ Hội Chữ Thập đỏ.

## Sự vinh danh
Một trường tiểu học địa phương đã được đặt tên theo tên ông. Một số đường phố như ở Białystok, Rzeszów và  Warsaw cũng được lấy theo tên Raginis.
Hội đồng thứ 31 của Hội Hướng đạo Ba Lan ở Białystok, đã chọn Raginis làm người bảo trợ của họ vào năm 1969.
Vào ngày 13 tháng 5 năm 1970, Raginis đã được Hội đồng nhà nước Ba Lan truy tặng Huân chương Virtuti Militari (Hạng IV).
Vào ngày 28 tháng 8 năm 2009, ông được Tổng thống Ba Lan truy tặng Huân chương Polonia Restituta.
Ngày 21 tháng 8 năm 2012, Raginis được Bộ trưởng Bộ Quốc phòng Tomasz Siemoniak truy phong quân hàm Thiếu tá.

## Tác phẩm tham khảo
Cuộc chiến đấu anh dũng và cái chết của Raginis đã truyền cảm hứng cho một số bộ phim và tác phẩm:
- Phim tài liệu có tựa đề "Wierność" (1969)[23] biên kịch và đạo diễn bởi Grzegorz Królikiewicz.[24]
- Phim tài liệu có tựa đề "Dzwony znad Wizny" (1969)[25] đạo diễn bởi Franciszek Burdzy
- Phim truyền hình tài liệu của đài TVP tựa đề "Było... nie minęło", lần đầu được phát sóng vào ngày 25 tháng 9 năm 2010.[26]
- Hình ảnh Raginis được đưa vào một con tem trong sê-ri "Chiến tranh phòng thủ Ba Lan năm 1939" do Poczta Polska phát hành năm 1989 để tưởng niệm 50 năm Cuộc xâm lược Ba Lan (1939) và sự nổ ra của Chiến tranh thế giới thứ 2.
- Ban nhạc power metal Thụy Điển Sabaton đã viết ca khúc "40:1" nói về trận chiến tại Wizna, trong đó ca ngợi những người lính Ba Lan bảo vệ nơi này. Trước buổi hòa nhạc của họ ở Ba Lan vào ngày 23 tháng 10 năm 2008, các thành viên của Sabaton đã đến thăm Wizna để tỏ lòng kính trọng với những người lính và Raginis.[27]

## Than khảo
1. ↑  Korzenie mjr.
2. 1 2 3 4 5 6 7 8  "BITWA POD WIZNĄ" (bằng tiếng Ba Lan). Stowarzyszenie Wizna. Bản gốc lưu trữ ngày 19 tháng 7 năm 2011. Truy cập ngày 23 tháng 4 năm 2011.
3. 1 2 3 4  Rocznik Oficerski 1932 (Officer Yearbook 1932) (bằng tiếng Ba Lan). Warsaw: Ministerstwo Spraw Wojskowych (Ministry of Military Affairs). 1932. tr. 126.
4. 1 2 3  Korpus Ochrony Pogranicza 1924-1939 (bằng tiếng Ba Lan). Warzawa: wyd. Barwa i Broƒ. 2003. ISBN 9788390021799. {{Chú thích sách}}: Đã bỏ qua tham số không rõ |authors= (trợ giúp)
5. 1 2 3 4  Zawilski, Apoloniusz [bằng tiếng Ba Lan] (1973). Bitwy polskiego września: Bitwa pod Wizną (bằng tiếng Ba Lan). Warsaw.{{Chú thích sách}}:  Quản lý CS1: địa điểm thiếu nhà xuất bản (liên kết)
6. 1 2  Rosinski, Bolek. "BITWA POD WIZNĄ" (bằng tiếng Ba Lan). Bản gốc lưu trữ ngày 22 tháng 5 năm 2011. Truy cập ngày 22 tháng 4 năm 2011.
7. 1 2 3 4 5 6 7 8  Krajewski, Andrzej (ngày 4 tháng 9 năm 2009). "Polskie Termopile, czyli cud pod Wizną". Polska the Times (bằng tiếng Ba Lan). 207 (575): 16–17. ISSN 1898-3081.
8. 1 2 3 4  Wiktorzak, A. (1997). "Polskie Termopile". Głos Weterana (bằng tiếng Ba Lan) (9).
9. ↑  Apoloniusz Zawilski (1989). Bitwy polskiego Września. Wydawn. Łódzkie. tr. 437. ISBN 978-83-218-0817-8. Truy cập ngày 24 tháng 10 năm 2012.
10. ↑  David G. Williamson (ngày 14 tháng 2 năm 2011). Poland Betrayed: The Nazi-Soviet Invasions of 1939. Stackpole Books. tr. 180. ISBN 978-0-8117-0828-9. Truy cập ngày 24 tháng 10 năm 2012.
11. ↑  Guderian, Heinz (1999). Achtung Panzer!. Cassel Military paperbacks.
12. ↑  Kosztyła, Zygmunt (1976). Obrona odcinka "Wizna" 1939 (bằng tiếng Ba Lan). Warszawa: BKD (Bitwy, Kampanie, Dowódcy).
13. ↑  "Wizna". Wojskowy Przegląd Techniczny i Logistyczny (bằng tiếng Ba Lan) (3). 1999. {{Chú thích tập san học thuật}}: Đã bỏ qua tham số không rõ |authors= (trợ giúp)
14. 1 2 3  Lisiecki, Paweł (ngày 3 tháng 2 năm 2011). "Wladyslaw Raginis be exhumed?". Gazeta Wspolczesna (bằng tiếng Ba Lan). Białystok. Truy cập ngày 23 tháng 4 năm 2011.
15. 1 2  Lisiecki, Paweł (ngày 23 tháng 2 năm 2011). "Łomża: The tomb we see from afar". Gazeta Wspolczesna (bằng tiếng Ba Lan). Białystok. Truy cập ngày 23 tháng 4 năm 2011.
16. ↑  "ul. Władysława Raginisa, Białystok" (bằng tiếng Ba Lan). Truy cập ngày 23 tháng 4 năm 2011.
17. ↑  "ul. Władysława Raginisa, Rzeszów" (bằng tiếng Ba Lan). Bản gốc lưu trữ ngày 3 tháng 3 năm 2016. Truy cập ngày 23 tháng 4 năm 2011.
18. ↑  "ul. Władysława Raginisa, Warszawa" (bằng tiếng Ba Lan). Bản gốc lưu trữ ngày 2 tháng 9 năm 2011. Truy cập ngày 23 tháng 4 năm 2011.
19. ↑  oficjalna strona[liên kết hỏng] 31. Szczepu ZHP im. Władysława Raginisa w Białymstoku
20. ↑  "M.P. 2010 nr 27 poz. 253 - Postanowienie Prezydenta Rzeczypospolitej Polskiej z dnia 28 sierpnia 2009 r. o nadaniu orderów i odznaczenia" (bằng tiếng Ba Lan). ngày 28 tháng 9 năm 2009.
21. ↑  "Lista nazwisk osób odznaczonych Orderem VIRTUTI MILITARI - R (eng:List of names of people awarded the Order of Military Virtue - R)". Truy cập ngày 15 tháng 6 năm 2011.
22. ↑  "Awanse dla kpt. W. Raginisa i por. S. Brykalskiego" (bằng tiếng Ba Lan). Truy cập ngày 21 tháng 8 năm 2012.
23. ↑  "opis filmu "Dzwony znad Wizny"" (bằng tiếng Ba Lan). FilmPolski.pl. Truy cập ngày 23 tháng 4 năm 2011.
24. ↑  "Roman Pawłowski: Przypadek Królikiewicza". Gazeta Wyborcza (bằng tiếng Ba Lan). Warsaza. ngày 17 tháng 5 năm 2003.
25. ↑  "opis filmu "Wierność"". FilmWeb.pl. Bản gốc lưu trữ ngày 27 tháng 10 năm 2008. Truy cập ngày 23 tháng 4 năm 2011.
26. ↑  "strona TVP z filmem "Było...nie minęło"". TVP. ngày 25 tháng 9 năm 2010. Truy cập ngày 23 tháng 4 năm 2011.
27. ↑  Moritz, Katarzyna (ngày 25 tháng 9 năm 2009). "Nowy klip o bohaterach spod Wizny". trojmiasto.pl. Truy cập ngày 17 tháng 7 năm 2011.